# Первооткрыватель
Первооткрыва́тель — человек, первым открывший что-либо новое (земли, научные факты, месторождения ископаемых). Статус первооткрывателя в некоторых отраслях человеческой деятельности даёт особые права.

## Приоритет в науке
Фундаментальной науке чужды «права собственности», и по сути единственным мерилом признания учёного является научный приоритет. Современной науке присущ коллективизм, потому первооткрыватель стремится закрепить открытие за собой путём по возможности более быстрой публикации его в научном журнале или на научной конференции, несмотря на риск ошибки из-за поспешности. До появления научных журналов некоторые учёные использовали анаграммы в письмах к коллегам, таким образом дата открытия фиксировалась, но его можно было сохранить в тайне до перепроверки. Например, Галилей объявил об открытии колец Сатурна с помощью анаграммы smaismrmilmepoetaleumibunenugttauiras (лат. Altissimum planetam tergeminum obseruaui, «Высочайшую планету тройною наблюдал»; Кеплер ошибочно расшифровал её как лат. Salue, umbistineum geminatum Martia proles, «Привет вам, близнецы, Марса порождение» и предположил, что Галилей сообщает о двух спутниках Марса — что тоже позднее оказалось правдой).
Имя первооткрывателя зачастую присваивают самому открытию (например, «умножение Карацубы»). Особенно это распространено в медицине, где к естественному желанию увековечить имя врача, открывшего болезнь или процедуру, примешивается невозможность подыскать краткий термин, адекватно отображающий сложное явление.